# Episodi di Desperate Housewives (quarta stagione)
Negli Stati Uniti, la quarta stagione di Desperate Housewives è stata trasmessa dal 30 settembre 2007 al 18 maggio 2008, sul canale americano ABC.
In Italia, la prima parte della quarta stagione (episodi 1-10) è stata trasmessa in prima visione assoluta dal 5 dicembre 2007 al 13 febbraio 2008, ogni mercoledì alle ore 21:00, su Fox Life di Sky. La seconda parte della stagione (episodi 11-17) è stata trasmessa in prima visione assoluta dal 24 giugno 2008 al 29 luglio 2008.
In chiaro, la quarta stagione è stata trasmessa dal 9 dicembre 2008 al 23 gennaio 2009 su Rai 2.
Dana Delany, interprete del personaggio di Katherine Mayfair, viene aggiunta al cast fisso in questa stagione.
L'antagonista principale è Wayne Davis.
| nº | Titolo originale                    | Titolo italiano                        | Prima TV USA      | Prima TV Italia  |
| -- | ----------------------------------- | -------------------------------------- | ----------------- | ---------------- |
| S  | Secrets and Lies                    | Segreti e bugie                        | 23 settembre 2007 | 6 febbraio 2008  |
| 1  | Now You Know                        | Ora sapete                             | 30 settembre 2007 | 5 dicembre 2007  |
| 2  | Smiles of a Summer Night            | L'ombra di un sorriso                  | 7 ottobre 2007    | 12 dicembre 2007 |
| 3  | The Game                            | Il gioco                               | 14 ottobre 2007   | 19 dicembre 2007 |
| 4  | If There's Anything I Can't Stand   | Se c'è qualcosa che non sopporto       | 21 ottobre 2007   | 26 dicembre 2007 |
| 5  | Art Isn't Easy                      | L'arte è soggettiva                    | 28 ottobre 2007   | 2 gennaio 2008   |
| 6  | Now I Know, Don't Be Scared         | Ora lo so, non aver paura              | 4 novembre 2007   | 9 gennaio 2008   |
| 7  | You Can't Judge a Book By Its Cover | Mai giudicare un libro dalla copertina | 11 novembre 2007  | 16 gennaio 2008  |
| 8  | Distant Past                        | Un passato lontano                     | 25 novembre 2007  | 23 gennaio 2008  |
| 9  | Something's Coming                  | Quando s'alza il vento                 | 2 dicembre 2007   | 30 gennaio 2008  |
| 10 | Welcome to Kanagawa                 | Benvenuti a Kanagawa                   | 6 gennaio 2008    | 13 febbraio 2008 |
| 11 | Sunday                              | Domenica                               | 13 aprile 2008    | 24 giugno 2008   |
| 12 | In Buddy's Eyes                     | Cecità                                 | 20 aprile 2008    | 1º luglio 2008   |
| 13 | Hello, Little Girl                  | Quali regole?                          | 27 aprile 2008    | 8 luglio 2008    |
| 14 | Opening Doors                       | Porte che si aprono                    | 4 maggio 2008     | 15 luglio 2008   |
| 15 | Mother Said                         | Mamme                                  | 11 maggio 2008    | 22 luglio 2008   |
| 16 | The Gun Song                        | L'importanza del nome                  | 18 maggio 2008    | 29 luglio 2008   |
| 17 | Free                                | Libera                                 | 18 maggio 2008    | 29 luglio 2008   |

## Segreti e bugie
Speciale dedicato ai migliori momenti vissuti dalle casalinghe nelle prime tre stagioni della serie.
Mentre negli Stati Uniti è stato trasmesso all'inizio di questa stagione, in Italia è invece andato in onda prima dell'ultima puntata.

## Ora sapete
- Titolo originale: Now You Know
- Diretto da: Larry Shaw
- Scritto da: Marc Cherry

### Trama
Il tentativo di suicidio di Edie era soltanto una messinscena per attirare l’attenzione di Carlos, che arriva giusto in tempo per salvarla. L’intera Wisteria Lane è sotto shock per il folle gesto di Edie, pertanto Carlos, date le precarie circostanze, decide di rimandare a un altro momento la fuga d’amore che stava pianificando con Gabrielle per restare al fianco di Edie, ma continua a vedere la sua ex di nascosto nella loro vecchia abitazione. Tuttavia, Edie capisce che qualcosa non quadra e, frugando tra gli effetti personali di Carlos, scopre dell’esistenza di un suo conto segreto all’estero che potrebbe farlo finire nei guai, così la donna lo utilizza come mezzo di ricatto perché Carlos non si sogni mai di lasciarla. Nel frattempo, una vecchia conoscenza di Susan trasloca nuovamente a Wisteria Lane, ovvero Katherine Mayfair, che abbandonò misteriosamente il quartiere 12 anni prima ma che è adesso ritornata insieme al suo nuovo marito, il dottor Adam Mayfair, e a sua figlia adolescente Dylan, per prendersi cura di sua zia malata Lilly. Intanto, a un mese dal suo matrimonio improvvisato con Mike, Susan teme di stare per entrare in menopausa, ma Adam, ginecologo, la tranquillizza comunicandole invece di aspettare un bambino. Lynette tiene all’oscuro le sue amiche della sua malattia, che le causa perdita di capelli e nausea costante, ma viene sorretta da Tom e Stella, fino a quando, durante una festa preparata da Katherine, non regge più la tensione e ne parla apertamente con Susan, Bree e Gabrielle. Dal canto suo, anche Bree fatica a nascondere la sua falsa gravidanza, ma è fiduciosa poiché spera di riscattarsi nel suo ruolo di madre crescendo il suo nipotino come fosse figlio proprio. Julie cerca di riallacciare i rapporti con Dylan, che era la sua migliore amica quando ancora abitava a Wisteria Lane, ma la ragazza sembra non ricordare nulla della sua infanzia, il che provoca i primi sospetti su quale possa essere il segreto celato dai Mayfair.

## L'ombra di un sorriso
- Titolo originale: Smiles of a Summer Night
- Diretto da: David Grossman
- Scritto da: Bob Daily e Matt Berry

### Trama
Le casalinghe allestiscono un pranzo per Lynette, che sta combattendo contro il cancro, ma ciò darà luogo ad una competizione di perfezione tra Bree e Katherine sulle loro torte. Quando Katherine riesce con l’inganno a far assaggiare il suo dolce alle altre, che ne rimangono stupite, Bree, per paura che la donna possa superarla in cucina, s’introduce furtivamente in casa sua per rubarle la ricetta, ma invece ha modo di ascoltare un dibattito tra Katherine e Adam riguardo alle menzogne che continuano a raccontare a Dylan sul padre che non ha mai potuto conoscere. Nel frattempo, Susan e Mike sono in disaccordo per autorizzare Julie ad andare ad una festa, ma Susan le dà il permesso senza dir nulla al marito. Tuttavia, volendo o no, Mike scopre il sotterfugio di Susan e Julie, ma rassicura la moglie dicendole che è nella sua natura scegliere cosa fare per sua figlia, mentre in futuro prenderanno insieme le decisioni per il loro bambino che sta per arrivare. Lynette chiede alle sue amiche di accompagnarla alle sedute di chemioterapia, e tutte acconsentono ad eccezione di Gabrielle, che appare piuttosto toccata dall’argomento; questo perché Gabrielle, durante una visita ospedaliera a Lynette, confessa di essere spaventata all’idea di perdere la sua amica così come già successe in passato con suo padre, che morì per la medesima malattia. Intanto, Edie si fa regalare una proposta di matrimonio da Carlos per il suo compleanno, ma Carlos, non sapendo più come sopportare la situazione del ricatto, provvede a modo suo.

## Il gioco
- Titolo originale: The Game
- Diretto da: Bethany Rooney
- Scritto da: Joey Murphy e John Pardee

### Trama
Bree riferisce a Susan, Lynette e Gabrielle quanto successo dai Mayfair, così la serata dei giochi organizzata da Susan e Mike diventa un pretesto per cercare di estorcere la verità da Katherine e Adam. Intanto, la finta gravidanza di Bree è sempre più difficile da nascondere, soprattutto quando Susan le chiede il numero del suo ginecologo e Danielle manifesta delle temporanee complicanze dal convento in cui è stata reclusa. Lynette risente degli effetti delle chemio, che l’abbattono sia fisicamente che psicologicamente, perciò Stella, avendo già passato la stessa condizione della figlia, le somministra della marijuana per farla stare meglio. Durante la serata a casa di Susan e Mike, Edie annuncia pubblicamente del suo fidanzamento ufficiale con Carlos mostrando un anello compratosi da sola; Victor scopre della tresca passata tra Gabrielle e John, ma invece d'ingelosirsi, si preoccupa di più su come evitare che la stampa ne venga a conoscenza; le casalinghe tentano poi di far ubriacare Katherine affinché ammetta qualche suo scheletro nell’armadio, ma l’unica cosa che la donna riesce a rivelare è che il suo ex marito, nonché padre di Dylan, era un uomo violento e malvagio. Mentre è in corso la festa, Julie e Dylan cercano di ricordare alcune cose del loro passato, così entrano di soppiatto in quella che Katherine ritiene la camera proibita della casa, ma che Julie riconosce essere la vecchia stanza da letto di Dylan. Al suo ritorno, Katherine impone a Dylan di smetterla di vedere Julie, per poi sollevare il tappeto della camera che presenta una fessura sul pavimento, alla vista della quale Katherine scoppia in lacrime.

## Se c'è qualcosa che non sopporto
- Titolo originale: If There's Anything I Can't Stand
- Diretto da: Larry Shaw
- Scritto da: Alexandra Cunningham e Lori Kirkland Baker

### Trama
A Wisteria Lane si trasferisce una coppia gay, formata da Bob Hunter e Lee McDermott, nella vecchia casa degli Applewhite, e Susan, nel vano tentativo di farseli amici, combina i suoi soliti guai. Lynette si sente subito in forze dopo una settimana senza chemioterapia e cerca un po' d’intimità con Tom, ma la sua testa calva porterà non pochi problemi nella loro vita sessuale. Intanto, Edie scopre di avere le piattole, così lei e Carlos, per via dei loro rapporti, rimediano al danno con una crema dal tonfo terribile; tuttavia, Carlos avverte immediatamente Gabrielle, considerando i loro recenti incontri, e a sua volta Gabrielle, pensando che anche Victor sia stato contagiato, riesce con un tranello a mettere la pomata al marito. Nel frattempo, Susan, Lynette, Gabrielle e i loro amici mettono su una festa a sorpresa per il nascituro di Bree, alla quale viene invitata anche Phyllis, madre di Rex. Nel mentre dei festeggiamenti, Edie si avvicina a Victor e percepisce l’odore della sua stessa crema, perciò comincia a fiutare qualcosa di insolito tra Gabrielle e Carlos. Nel frattempo, Phyllis smaschera la farsa sulla gravidanza di Bree, ma non ne proferisce parola con nessuno, anzi, corre al convento dove si trova Danielle e la porta via con sé senza però il consenso di Bree e Orson. L’anziana zia di Katherine, Lilly Sims, torna a casa per morire laddove ha vissuto a lungo, ma il suo più grande desiderio è quello di svelare a Dylan il perché non ricordi niente del suo passato a Wisteria Lane. Katherine, purtroppo, impedisce categoricamente alla donna di farlo, e così Lilly, appena prima di spegnersi, scrive un bigliettino con la spiegazione di tutto indirizzato a Dylan.

## L'arte è soggettiva
- Titolo originale: Art Isn't Easy
- Diretto da: David Grossman
- Scritto da: Jason Ganzel

### Trama
Bob e Lee installano una rumorosa fontana nel giardino di casa, ma il resto del vicinato la reputa un vero pugno in un occhio, così Katherine ha l’idea di rifondare l’Associazione del Vicinato, abbandonata alla morte di Mary Alice, per toglierla di mezzo. Tuttavia, la carica di presidentessa viene contesa tra Katherine e Lynette, poiché quest’ultima vuole evitare a tutti i costi che venga abbattuta la casetta sull’albero dei suoi figli, dove i bambini hanno modo di distrarsi dalla malattia della madre. Lynette si aspetta che Susan voti in suo favore, ma Susan vuole disperatamente che la fontana scompaia e dà il suo contributo a Katherine, la quale vince di striscio. Fortunatamente, Katherine, addolcita da Adam, permette a Lynette di tenere la sua casetta sull’albero, ma non può far niente contro la fontana di Bob e Lee in quanto i due hanno scoperto, tramite i loro contatti, di un aneddoto riguardante Adam capitato a Chicago, perciò la coppia riesce a mantenere la scultura. Nel frattempo, Bree va su tutte le furie quando capisce che Danielle è ospite nella casa di cura di Phyllis e che la figlia ha in programma di crescere il suo bambino insieme alla nonna. Bree e Orson, allora, offrono a Danielle una vita assai più agiata di quella che potrebbe darle Phyllis e le fanno cambiare idea, così la ragazza ritorna a casa sua. Intanto, Gabrielle sospetta che Victor abbia ingaggiato qualcuno per sorvegliarla, quindi s’inventa delle scappatoie ingegnose per riuscire ad incontrarsi con Carlos in un hotel. Qui, Gabrielle incappa in John, ormai sposato e bloccato in un matrimonio infelice, che vorrebbe ripristinare la loro relazione, ma Gabrielle è contraria. Carlos, a questo punto, ritrovandosi nella stessa identica posizione di John ai tempi in cui lui era ancora sposato con Gabrielle, decide di perdonare il ragazzo per il tradimento e di troncare momentaneamente la storia con la ex moglie sino a quando entrambi non si saranno liberati di Victor e Edie. Gabrielle e Carlos si lasciano con un bacio immortalato dal misterioso uomo che la donna credeva fosse al comando di Victor, ma che è invece alla mercé di Edie.

## Ora lo so, non aver paura
- Titolo originale: Now I Know, Don't Be Scared
- Diretto da: Larry Shaw
- Scritto da: Susan Nirah Jaffee e Dahvi Waller

### Trama
Ricorre Halloween a Wisteria Lane, e Bob e Lee organizzano una sfarzosa festa in casa loro invitando tutti i vicini. Intanto, Susan scopre che Mike le ha tenuto nascosto il fatto che suo padre Nick è tuttora vivo, e non morto come dichiarato dall’uomo quando ancora si frequentavano, così va a trovarlo nel carcere in cui è detenuto per omicidio colposo. Susan è alquanto scossa che Nick non provi nessun tipo di rimorso per ciò che ha commesso, e ha paura che possa riflettersi anche sul suo bambino; in più, Nick instilla in Susan il dubbio che Mike non sia completamente felice della sua vita. Nel frattempo, Bree, Orson ed Andrew partecipano alla festa di Bob e Lee, dove s’intromette anche Danielle, che per celare la sua vera gravidanza si traveste da sua madre Bree. Purtroppo, per un inconveniente, a Danielle si rompono le acque, perciò partorisce in casa con l’assistenza di Adam, che giura a Bree di tenere acqua in bocca sulla faccenda. Danielle, nonostante mostri i primi segni d’affetto verso suo figlio, decide per il suo bene di affidarlo alle cure di Bree, poi parte via per il college il mattino successivo. Carlos rompe definitivamente con Edie, così come fa Gabrielle con Victor lasciandogli un messaggio in segreteria che però viene intercettato da Milton, padre dell’uomo, che alletta Gabrielle con un assegno sostanzioso per convincerla a restare col figlio; Victor si professa addirittura pronto a rinunciare alla sua candidatura a governatore pur di non perdere Gabrielle, ma Edie, dopo aver scoperto che Carlos ha spostato i suoi soldi su di un altro conto segreto, visita Victor e gli esibisce le fotografie che raffigurano Gabrielle e Carlos insieme. Lynette prende sul personale l’apparizione di un opossum nel suo giardino, che rappresenta per lei il cancro con cui sta lottando, ma una serata, Lynette riceve finalmente una meravigliosa notizia: è guarita.

## Mai giudicare un libro dalla copertina
- Titolo originale: You Can't Judge a Book By Its Cover
- Diretto da: David Warren
- Scritto da: Chuck Ranberg e Anne Flett-Giordano

### Trama
Durante una cena con Susan e Mike, Bree trova uno stupefacente che le fa ipotizzare che Mike si stia drogando, così mette in guardia Susan, che ne parla col marito, il quale si giustifica dicendo che era l’ultima pillola rimastagli per il suo dolore derivante dall'incidente d'auto di un anno prima. Tuttavia, Susan scova un’intera scorta di pasticche, e Mike stavolta promette di chiudere con questa storia, ma in nottata recupera le pastiglie precedentemente gettate via. Nel frattempo, ora che si è rimessa, Lynette non intende più ospitare Stella in casa, per cui si rivolge alle sue due sorelle minori, Lucy e Lydia, che invece non hanno alcun interesse nel badare alla madre, perciò Lynette s’infuria con loro e decide di riprendersi Stella, ma questi scappa con un taxi. Bree e Orson battezzano il loro figlioletto Benjamin, ma litigano perché Bree vorrebbe fargli eseguire una circoncisione, diversamente da Orson. Bree riesce ad averla vinta, facendo però sentire Orson escluso dalla famiglia. Intanto, Victor propone una gita in alto mare con solamente Gabrielle, ma quando Carlos l’allerta che Victor è a conoscenza della loro relazione, Gabrielle si preoccupa che il marito voglia farle del male e, fraintendendo una sua mossa, lo scaraventa in acqua. Sulla costa, Gabrielle si rincontra con Carlos, e insieme ripescano Victor, che assale Carlos armato di coltello, al che Gabrielle butta nuovamente il marito nell’oceano, perdendo le sue tracce. Terrorizzati al pensiero che Victor possa essere morto, Gabrielle e Carlos simulano una sorta di suicidio. Dylan è risoluta a rintracciare suo padre e affronta Katherine, che le spiega che l’uomo la maltrattava perennemente e che è solo per il suo benessere se non vuole che abbiano qualcosa a che fare con lui, così Dylan desiste dalla sua impresa.

## Un passato lontano
- Titolo originale: Distant Past
- Diretto da: Jay Torres
- Scritto da: Joe Keenan

### Trama
Susan accorda un incontro tra Julie e Barrett, un giovane studente di medicina con cui spera che la figlia stringa un rapporto, ignara però che Barrett sia lo spacciatore delle pasticche per Mike. Quest’ultimo, preoccupato per Susan e Julie, accusa Barrett di essere un pusher, così il ragazzo viene cacciato di casa. Purtroppo, Mike, in crisi d’astinenza, prega Adam di prescrivergli le pastiglie minacciandolo di riportare a Katherine della comparsa di Sylvia, una vecchia paziente di Adam ossessionata da lui, pertanto Adam, da parte sua, obbliga Orson a firmargli la ricetta usando l’espediente del figlio di Danielle. Susan, comunque, trova un flacone di pillole nell’auto di Mike. Intanto, Bree è talmente presa da Benjamin che incomincia a trascurare Andrew, il quale decide di affittarsi un lugubre appartamento tutto per sé, ma dimostra alla madre di essere cambiato quando la perdona per averlo abbandonato 2 anni prima, esperienza che lo ha reso l’uomo maturo di adesso. Lynette cerca in lungo e in largo Stella, perciò ordisce un piano assieme al suo amorevole patrigno Glen, grazie al quale Stella viene ritrovata. Dalla conversazione che ne deriva, Lynette apprende che il motivo per cui Glen se ne andò in passato non era perché Stella lo tradiva, bensì per la sua omosessualità. Alla fine, Lynette risolve i problemi con Stella, che si stabilisce in casa di Glen. Nel frattempo, roso dal rincrescimento per quanto capitato a Victor, Carlos vorrebbe costituirsi alla polizia, ma Gabrielle glielo nega finché due agenti non la informano del ritrovamento di Victor, ricoverato all’ospedale. Qui, Victor finge di aver dimenticato l’incidente, ma una volta rimasto da solo con Gabrielle le rinfaccia di ricordarsi ogni cosa in tono minaccioso.

## Quando s'alza il vento
- Titolo originale: Something's Coming
- Diretto da: David Grossman
- Scritto da: Joey Murphy e John Pardee

### Trama
Un violento tornado sta per abbattersi su Fairview, e i residenti di Wisteria Lane si preparano a modo proprio al catastrofico evento che cambierà per sempre le loro vite. Susan ammonisce Orson di non osare più prescrivere delle pasticche a Mike, col quale avvia poi un’ennesima discussione che culmina con Susan che cade da una rampa di scale e finisce all’ospedale. Per fortuna, non ci sono stati aggravamenti sullo stato di salute del loro bambino, ma Susan lancia a Mike un ultimatum: o lei o le pillole. Mike sceglie dunque di ricoverarsi in una clinica di disintossicazione. Nel frattempo, Bree assiste alla scena di Katherine che sputa in faccia a Sylvia, così, impietosita dalla donna, le offre ospitalità, ma Sylvia manifesta dei segni di squilibrio che la inducono a chiudersi nel bagno dove Bree, Orson e Benjamin avrebbero dovuto rifugiarsi dal tornado. Bree chiama in suo soccorso Katherine e Adam, ma Sylvia si rifiuta di uscire, così Bree, Orson, Katherine, Adam e il piccolo Benjamin trovano riparo in un’altra stanza, dove la tensione sale alle stelle quando Katherine scopre dell’effettivo tradimento di Adam con Sylvia, ragion per cui i due abbandonarono Chicago in seguito alla denuncia per molestie sessuali emessa da Sylvia. Quest'ultima viene infine risucchiata dalla tromba d'aria. Intanto, Gabrielle, dopo aver detto addio a Susan, Lynette e Bree, è in procinto di lasciare Fairview con Carlos per sfuggire all’ira di Victor. Tuttavia, Edie viene scambiata per Gabrielle dall’uomo che doveva consegnare a Carlos i documenti su come riscuotere i soldi dal conto segreto, perciò le donne si azzuffano per il possesso dei fogli, che vengono dispersi al vento. Gabrielle e Edie si rintanano poi in una botola di casa di Edie, e, temendo il peggio, si scusano a vicenda. Su pressione di Lynette, Karen accetta di dare alloggio alla famiglia Scavo nella sua cantina, ma la presenza del gatto di Ida, anch’essa rifugiatasi dalla McCluskey, scatena una terribile allergia a Tom, quindi Lynette cerca di scacciare il micio. Karen esce di casa per ritrovare il gatto, seguita da Lynette, ma in quel momento stesso il tornado si schianta su Wisteria Lane, ed entrambe corrono verso l’abitazione di Lynette. Frattanto, Victor, dimesso dall’ospedale, ha un faccia a faccia con Carlos, ma durante la loro colluttazione, Victor muore trafitto da un'asse di una palizzata, mentre Carlos viene colpito alla testa da una roccia. Finita la tempesta, Lynette e Karen, escono di casa illese ma troveranno un’amara sorpresa: la casa di Karen dove Tom, Ida e i bambini si erano rifugiati è stata completamente rasa al suolo.

## Benvenuti a Kanagawa
- Titolo originale: Welcome to Kanagawa
- Diretto da: Larry Shaw
- Scritto da: Jamie Gorenberg e Jordon Nardino

### Trama
All’indomani del tornado che ha devastato Wisteria Lane, l’attenzione di tutti è posata sulla casa distrutta di Karen, con gli Scavo, tranne Lynette, e Ida sepolti sotto le macerie. Tom e i bambini ne escono illesi, ma sfortunatamente Ida non ce l’ha fatta. Dopo aver scoperto da Parker come Ida si sia sacrificata per salvare la sua famiglia, Lynette si sente in colpa per non essersi mai preoccupata della donna quando era ancora in vita, perciò, insieme a Karen, onora la sua ultima volontà: spargere le ceneri di Ida in un campo da baseball. Nel frattempo, Bree, Orson e Benjamin, dato che la loro casa è stata per metà spazzata via dal tornado, vengono accolti da Susan e Julie, entusiaste che sia Bree ad occuparsi della casa con le sue manie di perfezione. Bree, però, vuole al più presto ritornare nella sua abitazione, perciò combina un appuntamento galante tra Andrew e Walter, l’unico appaltatore libero ma depresso per la rottura col fidanzato, nella speranza che il figlio possa convincerlo a sistemarle la casa. Tuttavia, Susan guasta l’incontro per non doversi separare da Bree, la quale, capendo che l’amica è in pena per l’assenza di Mike che è in riabilitazione, decide di restare un altro po' di tempo da lei. Intanto, Gabrielle scopre che il testamento di Victor è a nome del padre Milton, che non ha intenzione di sborsarle neanche un centesimo, e la donna cerca quindi di mettere le mani sulla copia dei documenti andata persa durante la tormenta, ma Al, il commercialista di Carlos, è anch’egli morto. Non avendo più un soldo, Gabrielle confida nell’amore di Carlos per riuscire a superare questa fase, ma Carlos nasconde a Gabrielle un fatto importante: il colpo subito dal tornado lo ha reso cieco. Nel contempo, Adam viene sfrattato da Katherine, non prima però di aver trovato e letto il biglietto scritto in punto di morte da zia Lilly, attraverso cui capisce che Katherine gli ha sempre mentito, dipingendo il suo ex marito come quello negativo, mentre è stata “colpa sua”. Katherine strappa e incenerisce la lettera, ma Dylan riesce a riesumare dei pezzetti e a leggerne il contenuto, rimanendone profondamente sconvolta.

## Domenica
- Titolo originale: Sunday
- Diretto da: David Grossman
- Scritto da: Alexandra Cunningham e Lori Kirkland Baker

### Trama
Dopo tutto quello che ha passato, tra il tumore e il tornado, Lynette ha bisogno di risposte sulla sua vita, così una domenica decide di iniziare a frequentare la comunità religiosa di stampo presbiteriano alla quale è iscritta anche Bree. Lynette, però, mette in imbarazzo Bree ponendo al reverendo delle domande fuori luogo, cosa che spinge Bree ad allontanarla dalla chiesa. Ferita, Lynette si converte al cattolicesimo, ma riesce a chiarire con Bree. Gabrielle, a distanza di sole due settimane dalla morte di Victor, si risposa repentinamente con Carlos, il quale ha ancora paura di confessarle che la sua cecità potrebbe essere irreversibile, ma ad ogni modo Gabrielle arriva alla verità e giura comunque amore eterno al marito. Nel frattempo, Susan viene aiutata finanziariamente dal suo giovane e aitante cugino fiscalista Tim. Un giorno, di ritorno dal centro di disintossicazione dove Mike è in cura, Susan sorprende Tim a letto proprio con Katherine, e scopre che il ragazzo, già all’età di 16 anni, perse la sua verginità con la donna. Tim, oltretutto, dice a Susan che in passato scorse dalla finestra di casa sua Katherine e un uomo battibeccare furiosamente, fino a quando lei non lo colpì con un candelabro. Susan immagina si trattasse dell’ex marito di Katherine, un tale di nome Wayne Davis, e sospetta che Katherine non abbia voglia di parlarne poiché lo ha ucciso. Parallelamente, anche Dylan pensa la stessa cosa ora che ha estrapolato qualche informazione dalla lettera di zia Lilly, ma Adam, persuaso da Katherine, la rende partecipe del fatto che la madre non ha affatto ammazzato suo padre.

## Cecità
- Titolo originale: In Buddy's Eyes
- Diretto da: Larry Shaw
- Scritto da: Jeff Greenstein

### Trama
Bree e Katherine mettono da parte le loro differenze per organizzare insieme il famoso Ballo della Fondazione, ma Bree continua a sforzarsi per riuscire ad andare d’accordo con quella che valuta come una rivale. Intanto, Lynette e Tom scoprono che Rick, lo chef di cui Lynette si era innamorata, ha aperto un nuovo ristorante concorrente alla pizzeria Scavo. Tom, in balia di un attacco di rabbia, rompe una finestra del ristorante con un mattone, poi mente alla polizia e fa spergiurare anche Lynette. Successivamente, durante il Ballo della Fondazione, Lynette viene avvisata da Andrew che il locale di Rick è stato incendiato, così la donna, notando Tom arrivare subito dopo la notizia, ritiene il marito colpevole. Nel frattempo, Gabrielle si capacita di com’è essere la moglie di un uomo non vedente ed incontra le prime difficoltà, ma almeno ne trova un vantaggio con un parcheggio apposito per disabili. Mike chiede perdono ad Orson per avergli fatto prescrivere le pillole come parte del suo programma di riabilitazione, ma Orson, logorato dal senso di colpa, inizia ad essere vittima di sonnambulismo, infatti, al suo ritiro dal Ballo della Fondazione, Julie sente la confessione di Orson sull’incidente d’auto di Mike.

## Quali regole?
- Titolo originale: Hello, Little Girl
- Diretto da: Bethany Rooney
- Scritto da: Susan Nirah Jaffe e Jamie Gorenberg

### Trama
Mike viene a sapere da Julie della rivelazione di Orson, così fronteggia l’uomo, che ammette la propria colpa. Susan, aggiornata sul fatto, s’imbestialisce e chiude ogni tipo di rapporto con Orson, coinvolgendo in parte anche Bree, che intanto si è messa in affari con Katherine per un’impresa di catering. Per volere di Mike, che si è reso conto di quanto Orson ci stia male, Susan cerca il coraggio di perdonarlo, contrariamente a Bree, che decide di cacciarlo fuori di casa per averle sempre detto il falso. Nel frattempo, i sospetti di Lynette sull’incendio doloso appiccato nel ristorante di Rick ricadono su Tom, che però ribadisce di non averne nulla a che fare; difatti, Lynette e Tom scopriranno che i veri responsabili dell’incidente sono stati i gemelli Porter e Preston, preoccupati che Rick volesse portar via Lynette da loro. Gabrielle è infastidita da Roxy, il cane col compito di aiutare Carlos a spostarsi meglio col quale non c’è molta simpatia. Gabrielle tenta di sbarazzarsene, con scarsi risultati. Frattanto, Dylan viene avvicinata da un poliziotto che dice di essere suo padre, Wayne Davis, il quale non nega di essere stato un marito violento con Katherine ma vuole almeno recuperare il legame con la figlia. Dylan accetta e i due cominciano a vedersi di nascosto mantenendo la cosa segreta a Katherine.

## Porte che si aprono
- Titolo originale: Opening Doors
- Diretto da: David Grossman
- Scritto da: Dahvi Waller e Jordon Nardino

### Trama
Susan si associa a un corso preparto, dove rivede dopo molto tempo il suo ex marito Karl, restando di stucco nello scoprire che l’uomo si è sposato con una giovane ragazza in avanzato stato di gravidanza di nome Marisa. Susan cerca di apparire perfetta e indifferente alle consuete battutine acide di Karl, ma Mike, fregandosene delle opinioni altrui, non ha problemi a parlare del suo percorso di riabilitato. Nel frattempo, anche Lynette ha uno shock quando si raccapezza che Porter e Preston hanno incendiato il ristorante di Rick su istigazione di Kayla. Lynette è volenterosa a portare Kayla da uno psicologo, ma la ragazzina la minaccia di denunciare i gemelli e dimostra di essere assai più subdola e crudele del previsto nel momento in cui trascina Porter e Preston in un gioco pericoloso. Intanto, Bree raccomanda a Orson di costituirsi alla polizia per il tentato omicidio di Mike (attuato dall’uomo per coprire sua madre Gloria nella morte della sua amante Monique), ma Orson non vuol sentire ragioni. Edie ospita Orson da lei, fomentando in Bree dell’agitazione; per l’appunto, Edie e Orson si scambiano un bacio, con Bree che osserva a bocca aperta il tutto da una finestra. Gabrielle e Carlos mettono in affitto una stanza della loro immensa magione per racimolare soldi, e la nuova inquilina si chiama Ellie. Gabrielle, dopo aver notato un certo viavai di uomini dalla camera di Ellie, si convince che la donna sia una prostituta, così trama un piano con la collaborazione di Bob e Lee per svergognarla, ma Ellie svela di essere una semplice tatuatrice, malgrado in privato nasconda un segreto sulle sue vere attività. Dylan prosegue coi suoi incontri clandestini col padre Wayne, fino a che, una sera, Katherine non la pedina e giunge alla realtà dei fatti. Tuttavia, sarà poi Dylan a vuotare il sacco alla madre, perciò Katherine acconsente che la figlia frequenti Wayne, senza prima averlo avvertito di essere ormai una donna diversa da quella che lui era solito malmenare.

## Mamme
- Titolo originale: Mother Said
- Diretto da: David Warren
- Scritto da: Chuck Ranberg e Anne Flett-Giordano

### Trama
La madre di Mike, Adele, raggiunge Wisteria Lane e sosta in casa di Susan e Mike. Nel tempo che trascorre da loro, Adele non fa che istruire Susan ad un comportamento più competente. Esasperata, Susan prega Mike di cantargliene quattro ad Adele, ma improvvisamente entra in travaglio e viene scortata all’ospedale, dove dà alla luce il suo bambino. Lynette e Tom assumono un terapista per quietare il nervosismo insinuatosi nella loro famiglia, così lo psicologo suggerisce a Lynette di provare a stare maggior tempo in compagnia di Kayla. Purtroppo, la sfacciataggine e l’arroganza di Kayla portano Lynette a schiaffeggiarla istintivamente in pubblico, perciò la ragazzina telefona il terapista e accusa Lynette di averla picchiata. Intanto, dopo il bacio tra lei ed Orson, Bree dichiara guerra a Edie sabotando i suoi affari di lavoro. Nell’appartamento di Orson, poco dopo, Edie trova un documento con su scritta tutta la storia a proposito dei genitori biologici di Benjamin, che Orson voleva utilizzare per un’ipotetica lotta contro Bree in tribunale per la custodia del bambino. Edie adopera questo sordido dettaglio per tenere in pugno Bree, la quale, non vedendo altra via d’uscita, racconta la verità alle sue amiche. Susan, Lynette, Bree e Gabrielle si scontrano dunque con la malvagità di Edie, che, ormai priva di affetti a Wisteria Lane, abbandona per sempre il quartiere. Nel frattempo, Gabrielle scopre casualmente del vero mestiere di Ellie, vale a dire una spacciatrice. Gabrielle e Carlos denunciano Ellie alla polizia, che però li esorta a comportarsi normalmente così da acciuffare Ellie in flagrante. Wayne e Dylan approfondiscono la loro relazione, quando Katherine sconvolge Wayne dicendogli che Dylan non è sua figlia. L’uomo, allora, verifica da sé e capisce che Katherine aveva ragione, visto che Dylan non presenta sul suo braccio una cicatrice d'infanzia.

## L'importanza del nome
- Titolo originale: The Gun Song
- Diretto da: Bethany Rooney
- Scritto da: Bob Daily e Matt Berry

### Trama
Susan e Mike sono indecisi sul nome da affibbiare al loro pargoletto: Mike vorrebbe chiamarlo Maynard, in onore di suo nonno appena deceduto, ma Susan, inizialmente, ne è riluttante e cerca di cambiare all’anagrafe il nome del neonato in Conner. Tuttavia, Susan si adegua al desiderio di Mike dopo aver sentito del grande uomo che fu suo nonno in vita. Nel frattempo, Kayla passa al livello successivo nella sua battaglia contro Lynette e si ustiona volontariamente il braccio colpevolizzando la matrigna. I servizi sociali entrano in azione, così Lynette viene arrestata per abuso di minori, mentre Tom, a malincuore, mette Kayla con le spalle al muro e scopre che dietro l’incendio al ristorante di Rick e alle presunte violenze di Lynette c’è sempre stato il suo zampino. Lynette viene dunque scagionata dalle accuse, ma Tom, dovendo adesso scegliere tra la sua famiglia e Kayla, prende la decisione finale di spedire Kayla dai suoi nonni materni. Intanto, Bree stuzzica la gelosia di Orson uscendo a cena col Reverendo Green, nuovo pastore della chiesa che però tenta davvero di baciarla. Dinanzi ai rigetti di Bree, Green è disposto a screditare il suo nome alla prossima messa, ma Orson glielo impedisce in un gesto eroico che, oltre a farlo andare all’ospedale, permette a Bree di capire della bontà del suo cuore. Gabrielle e Carlos lavorano in incognito con la polizia sul traffico di droga di Ellie, alla quale Gabrielle fa credere che abbia una storia segreta con un altro uomo pur di giustificare gli strani movimenti in casa. All’ultimo minuto, Gabrielle, plagiata dal rimorso, spiega tutto a Ellie e lascia che scappi lontano dalla polizia. Frattanto, Wayne, avendo capito che Dylan non è effettivamente sua figlia, stordisce e cattura Adam durante un concerto.

## Libera
- Titolo originale: Free
- Diretto da: David Grossman
- Scritto da: Jeff Greenstein

### Trama
Dopo 14 anni dall’ultima volta in cui si recò ad una stazione di polizia per sporgere denuncia verso i maltrattamenti di Wayne, Katherine ritorna alla centrale di Fairview col medesimo intento, ma ancora una volta non viene creduta giacché Davis è un poliziotto molto stimato. L’unica soluzione che si prospetta per Katherine è dunque quella di sparire da Wisteria Lane ma, prima di poterlo fare, la donna mette al corrente Dylan della verità che le ha sempre occultato e che turba talmente tanto la ragazza da farla fuggire via di casa disperata. Katherine pianta poi in asso Bree durante i preparativi per il matrimonio di Bob e Lee, i quali hanno diverse divergenze per quanto concerne le nozze. Tom, suo malgrado, viene trascinato nella lite della coppia quando cerca di dar loro dei consigli che peggiorano la situazione, ma Tom stesso riuscirà ad equilibrare gli animi e a far comprendere ai novelli sposi quanto sia importante il matrimonio. Da ciò, Lynette sarà grata al marito per esserle sempre stato accanto nei momenti più bui della sua vita. Intanto, Julie viene ammessa all’università di Princeton, ma ha la possibilità di partire per un internato in sole due settimane. Susan, non ancora psicologicamente pronta a dividersi da Julie, vorrebbe trattenerla più a lungo a casa, ma infine si arrende al fatto che sua figlia sta inesorabilmente crescendo e che prima o poi dovrà avvenire il loro distacco. Ellie, in fuga dalla polizia, contatta Gabrielle per farsi recapitare un orsacchiotto dimenticato in casa Solis, ma Gabrielle scopre all’interno del peluche una montagna di soldi. Gabrielle e Carlos decidono di conservare il denaro ed allertano la polizia in modo tale che frenino l’arrivo di Ellie, che però riesce ugualmente ad intrufolarsi in casa e ad innescare una scaramuccia coi due coniugi. Ellie scappa a gambe levate con l’intervento dei poliziotti. Nel frattempo, rincasata, Katherine s’imbatte in Wayne, che ha da poco abbandonato Adam nel ripostiglio in cui lo stava torturando per farsi dire che fine avesse fatto la sua vera figlia. Katherine diventa ostaggio di Wayne, mentre Ellie si ripara proprio in casa Mayfair per sfuggire alla polizia, venendo tuttavia freddata con un colpo di proiettile da Wayne. Contemporaneamente, Bree, appiedata dalla sua macchina, che stava trasportando una statua di ghiaccio per il matrimonio di Bob e Lee, viene soccorsa da Orson, che richiede perdutamente e inutilmente il perdono della moglie per l’incidente di Mike. Bree bussa alla porta di Katherine, ma finisce altresì sotto sequestro da Wayne, che minaccia di spararle qualora Katherine non gli rivelerà cosa è capitato alla vera Dylan. Katherine, allora, spiega finalmente il segreto che ha nascosto per anni: la donna si fermò a Wisteria Lane da sua zia Lilly con la piccola Dylan, ma Wayne la rintracciò e rivendicò i suoi diritti sulla figlia, così Katherine gli sferrò un colpo con un candelabro intimandogli di lasciarle stare; purtroppo, quella stessa notte, Katherine fu svegliata dalle grida di Lilly, che aveva appena scoperto il corpo senza vita di Dylan schiacciato da un armadio sul quale Katherine aveva depositato la bambola regalatale da Wayne; Katherine e Lilly, scosse e distrutte, dovettero per forza disfarsi del cadavere, altrimenti Katherine sarebbe stata quasi certamente accusata dell’omicidio perché disposta a tutto pur di non concedere la custodia a Wayne, dopodiché si diresse in un collegio rumeno dove adottò una bambina simile alla sua Dylan che potesse impersonarne il ruolo. Wayne, capendo che sua figlia è morta per colpa della negligenza di Katherine, è sul punto di ucciderla, ma fortunatamente Adam, fintosi morto, si precipita lungo le transenne di Wisteria Lane, travolgendo anche il ricevimento nuziale di Bob e Lee, e disarma Wayne. Katherine, ciononostante, sa bene che fin quando Wayne sarà in vita rappresenterà un grave pericolo, perciò gli spara, uccidendolo una volta per tutte. Bree concorda quindi con Susan, Lynette e Gabrielle una versione che esoneri Katherine dall’accusa di omicidio, pertanto a Katherine viene riconosciuta la legittima difesa, e inoltre Dylan ritorna da lei per ringraziarla di essere stata sua madre.
Da quel giorno sono passati ben 5 anni, e la vita delle casalinghe è radicalmente modificata: Katherine, ora facente parte del gruppo, vive serenamente da single e viene avvisata da Dylan del suo imminente matrimonio; Gabrielle si è trasformata in una comune donna di casa, ma soprattutto in madre di due pestifere bambine; Bree ha fatto strada nel campo imprenditoriale, divenendo una scrittrice di cucina, ed è tuttora maritata con Orson; Lynette è alle prese con le bravate dei suoi figli Porter e Preston, ormai adolescenti imbizzarriti; Susan, invece, è fidanzata con un altro uomo, facendo presagire di aver divorziato da Mike. 
- Guest star: Shawn Pyfrom (Andrew Van De Kamp), Lyndsy Fonseca (Dylan Mayfair), Zane Huett (Parker Scavo), Nathan Fillion (Adam Mayfair), Kathryn Joosten (Karen McCluskey), Kevin Rahm (Lee McDermott), Tuc Watkins (Bob Hunter), Ellen Geer (Lillian Sims), Andy Umberger (Detective Romslow), Gale Harold (Jackson Braddock), Justine Bateman (Ellie Leonard), Gary Cole (Wayne Davis), Hailee Denham (giovane Dylan Mayfair), Kaili Say (Juanita Solis), Daniella Baltodano (Celia Solis)